# Псальма
Пса́льма (можливо через пол. psalm від лат. psalmus, яке походить від грец. ψαλμός, також існує грец. ψάλμα — «пісня для струнного інструмента») — покладений на музику псалом, а також вокальний твір переважно духовного змісту.

## Псальма, як покладений на музику псалом
Псальма — дво- або триголосна релігійно-лірична пісня на текст з біблійних псалмів, приписуваних цареві Давидові, виконувана найчастіше невеликим ансамблем співаків без інструментального супроводу. Форма псальми строфічна. Псальми, зібрані у Книзі псалмів, з прийняттям християнства були популярні в Україні; їх часто цитують літературні твори, почавши з XI ст.; вони правили за шкільні тексти. Під час церковних відправ псальми читають або співають на зміну двома хорами в унісон; їх читали також над померлими. У Середньовіччі псальми були основою різних вільних музично-поетичних обробок. В Україні псальми були найпоширеніші у XVI — XVII ст. Псальми з пародійним змістом компонували й виконували мандрівні дяки у XVII — XVIII ст., а у XIX ст. бурсаки-школярі. У репертуарі лірників у формі «духовних віршів» псальми перетривали з XV до XX ст. У XVII — XVIII ст. псальми частково розвинулися у канти. Псальми зібрані у збірники, які, крім анонімних авторів, містять П. Д. Туптала (друга половина 17 ст.); найпоширеніший збірник псальмів і кантів «Богогласник» (1790) часто перевидавався. Псальми наслідували, переспівували і перекладали: Г. Сковорода, П. Гулак-Артемовський, Т. Шевченко («Псалми Давидові»), П. Куліш, С. Руданський, І. Франко («На ріках вавилонських») та ін. Натомість не пов'язані з псальмами поетичні твори (як, наприклад, П. Тичини «Псалом залізу») назвою «Псалом» окреслюють хвалебність твору. Музику псальмів і кантів опрацьовували: М. Леонтович, О. Кошиць, М. Гайворонський, П. Козицький та ін.

## Псальма, як вокальний твір духовного змісту
Псальма — народна пісня релігійного змісту. Не має нічого спільного з «псалмами», що містяться у Біблії. В переважній більшості, псальми мають ідею-виток у Новому заповіті, а також у Житіях святих, але являють собою народне осмислення вибраної теми. Частина псальмів не мають сюжетного зв'язку із Біблією, а лише тематичний, та, фактично, є апокрифічними. Окремим піджанром псальмів є похоронні псальми — які співалися над небіжчиком, а також на поминах. З музичного боку псальми близькі до церковної музики, але особливо до народних християнських колядок. Є псальми дуже наближені до мелодики народних пісень. В народному середовищі виконуються різними складами на різну кількість голосів. У фольклорних експедиціях ансамблем «Божичі» зафіксовані псальми, які виконувалися і на 5-6 голосів, без нот (повноцінна чотириголоса фактура — дискант, альт, тенор та бас, з розщепленими альтом та тенором). Псальми — чи не найменш досліджений жанр в сучасному музикознавстві. Духовний вірш чи, як говорять в Україні, «псальма» як своєрідна форма «позаобрядової релігії», спрямована до моральних питань життя, не залишила сліду в українських пожовтневих публікаціях. Аналогічну думку зустрічаємо в дослідженні С. Гриці вже пострадянського часу (1994 р.) «…в умовах тоталітарного режиму майже повністю більш як на півстоліття було відкинено глибинний пласт духовної спадщини — духовні вірші, псальми, пісні-молитви, пов'язані з християнством». Про необхідність запису й вивчення псальм вказували ще збирачі фольклору й науковці позаминулого сторіччя (В. Горленко, В. Боржковський, М. Сумцов). «Твори такого роду не мають в нас до сих пір окремого збірника. Тільки при значному їх зібранні, на зразок збірників великоруських віршів Варенцова і Безсонова, можливо дійти яких-небудь висновків щодо їх характеру, складу, привнесених історією і народним духом оригінальних прикмет, рівнів впливу і запозичень від сусідніх народів тощо» [5: 47]. Проте й до сьогодні не існує окремого дослідження з цієї теми, як і збірника текстовопісенних прикладів цього жанру.
За радянських часів з ідеологічних причин псальма майже повністю відійшла в небуття, що спричиняє додаткові труднощі її вивчення. Однак термінологічна плутанина навколо псальми спостерігалася і в дожовтневі часи. Найчастіше цей жанр ототожнювали із духовними віршами і кантами. У XX ст. його стали сполучати із Давидовими псалмами, про що можна прочитати майже у всіх радянських енциклопедіях, практично не розділяючи терміни «псальма» та «псалм». Доречно зазначити, що тексти Псалтиря, канонізованого церковного видання, і лірницьких псальм в основному не збігаються. Вільна народна фантазія, схильність до невпинного варіювання та імпровізації витворили зовсім нове явище духовної позацерковної пісні, що здобула назву «псальма» і поширювалося здебільшого мандрівними співцями — лірниками й кобзарями. Скоріше Давидові псалми були не першоджерелом, а прообразом чи взірцем для наслідування у формуванні жанру лірико-побутової релігійної пісні. Питання порівняльного аналізу цих жанрів (псальми і псалми) як і походження псальми є досить складним і маловивченим, що потребує окремого дослідження і не входить в завдання нашої роботи. Проте в контексті лірницької традиції та розуміння її специфічності необхідно торкнутися проблеми жанрової атрибуції такого явища як псальма, її функціональної спрямованості та стилістичних ознак. З XVII ст. (за сучасними відомостями), псальма поширюється в Україні, Білорусі та Росії і визначається як побутова 3-голосна пісня, подібна до канту, з віршованими текстами перероблених релігійних сюжетів. Джерелами цих художньо-поетичних обробок здебільшого був Псалтир і наближені до нього друковані книжкові видання, що походили із західно-руських земель. За нашими спостереженнями, тематичною основою псальм, особливо українських, були апокрифічні мотиви, фольклоризовані в народному побутуванні, які збігалися із колом сюжетів духовного вірша. В цьому легко переконатися, якщо порівняти сюжети духовних віршів у зібраннях П. Кирєєвського, П.Безсонова, П. Шейна, Є. Романова з лірницькими записами О. Кольберга, П. Демуцького, О. Роздольського. Як зазначав Ф. Колесса, в репертуар лірників входили майже виключно пісні релігійно-моралізаторського змісту, що мали ознаки книжкового походження (есхатологічні, про святих, гімни, пісні на страсті Христові, віршовані молитви, пісні про Правду й Кривду та інші). До деяких лірницьких пісень знаходимо паралелі в старовинних піснях калік-перехожих, зібраних П. Безсоновим (про св. Василія, Лазаря, Гавриїла), що мають апокрифічний характер; інші в більш або менш відмінній редакції входять до складу «Почаївського Богогласника» [11: 54]. Як бачимо, лірницькі пісні — це переважно книжкові складання, перероблені на народний лад. До таких «книжкових пісень» науковці перш за все зараховували канти і псальми. Псальмам і кантам як жанрам позацерковної духовної пісні, що сформувалася на основі християнської релігійної лірики, присвячено багато серйозних досліджень. Наприкінці XX ст. вони здобувають ґрунтовної розробки і певного узагальнення. Так, тема духовних пісень і, зокрема, кантів висвітлена в роботах відомих науковців: Ю. Келдиша, Т. Ліванової, О. Кандінського, О. Шреєр-Ткаченко, Т. Шеффер, Л. Корній, Л. Костюковець, Л. Івченко, Л. Гнатюк. За думкою сучасних медієвістів, старовинні духовні пісні, що значною мірою вплинули на лірницький репертуар, зокрема, набожних пісень, ведуть свій початок від періоду Київської Русі і перетинаються із так званими «покаянними», «умилєнними» співами. Окремі зразки зустрічаються в давніх крюкових записах (Т. Шеффер), але остаточно формуються на початку XVII ст. (Ю. Келдиш). Зміст їх перегукується з тими псальмами про невблаганність смерті і марність цього світу, які стали пізніше неодмінною частиною репертуару жебраків-лірників.
Від цього часу канти й псальми різнобічно поширюються в позацерковному просторі, заповнюючи собою музичний побут на всіх рівнях: фольклорному, аматорському, професійному. Зафіксовані в антології духовної пісні — «Богогласнику», вони входять до складу чотирьох розділів збірника: Господські, Богородичні, Церковний рік і Покаянні. Групу пісень лірницьких, що увійшли в народний побут, здебільшого становлять зразки, які містяться в четвертому розділі. Поширювані сліпими мандрівними співцями-лірниками, вони фольклоризувалися, увібравши в себе найрізноманітніші напливові елементи й значною мірою еволюціонували.
Все це ускладнює проблему жанрово-стилістичних визначень в сфері лірницьких духовних наспівів. В дослідженнях і матеріалах лірництвознавчої літератури, що й до сьогодні залишається маловивченою сферою музичної фольклористики, найчастіше зустрічаються такі три складові лірницького духовного репертуару, як кант, псальма і духовний вірш (або вірша). Ці три назви часто перехрещуються і вживаються щодо подібних наспівів на правах синонімів, що призводить до термінологічної плутанини. Співіснування трьох різних жанрових термінів, що прикладаються до близьких або навіть тотожних явищ — духовного вірша, канту і псальми, з одного боку, засвідчує динаміку міжжанрових зв'язків, пульсацій на спільному полі «духовної пісні», яку можна розуміти як узагальнююче для цих трьох термінів поняття. А по-друге, плутанина і постійне порушення «жанрових кордонів» говорить про не визначену до кінця обґрунтованість кожного з термінів з боку дослідників, що легко пояснити реальним станом речей.
Але з упевненістю можна сказати, що кожний з термінів має досить чітку сферу поширення, обумовлену різними етнічними традиціями (в нашому випадку — українськими та російськими) або традиціями «спеціального» середовища (в тому сенсі, який в це поняття вклала С. Грица). Так, духовний вірш («духовный стих») поширився переважно на російських землях, де за своєю тематикою і сюжетним спрямуванням він слугує еквівалентом української псальми, але загалом має свої стильові прикмети, пов'язані з консервацією епічного начала (давньоруських джерел), строгої діатоніки і часто нагадує билини.
Щодо «канту» то його застосування найшвидше в'яжеться з середовищем книжкової освіти і західних (польських) впливів. Слід врахувати і те, що дослідники часом на власний розсуд використовують термінологію, і є сумніви у тому, чи справді запроваджений ними термін відповідає автентичному. Особливо це стосується ототожнення жанрів канту з псальмою: «Духовні канти часто позначаються також терміном „псальма“». Намагання виокремити ці явища на зовнішньо-інтуїтивному рівні призводило іноді до протилежних тлумачень. «За музичною мовою, — пише Л. Івченко, — світські канти тяжіють до народної пісенності; псальми — до професійного співу». Протилежну думку зустрічаємо в спостереженнях П. Демуцького: «Цікаво те, що канти, настроєні переважно „на весело“, дуже близькі до церковної музики; а псальми — більше „на жалоб“, і переходять в народні пісні». Добре знаючись на церковній і народній музиці, маючи великий практичний досвід роботи з лірницьким репертуаром, Демуцький започатковує розробку даного питання.
Отже, ця проблема може становити мету окремого серйозного дослідження. Обмежимося деякими спостереженнями щодо особливостей побутування і тлумачення відповідних жанрів. Аналогічними за стилістикою видаються жанри духовного (не світського!) канту і пізньої псальми, що збігається в часі із формуванням кантової культури. Їх також об'єднують віршовані, з тенденцією до силаботоніки, тексти й спільні тематичні мотиви, які можуть повністю збігатися за назвою. Поширення в типових для того часу колах школярів, миркачів, мандрівних дяків сприяло формуванню спільних рис у виконавській манері цих двох жанрів. У своїй тенденції до «обмирщенія» («мировая песня» — П. Безсонов) кант можливо би з часом повністю «підкорив» собі псальму, якби не існуюча лірницька традиція, котра явилась середовищем, в якому відбулася «консервація» псальми в її «класичному» сенсі як духовної пісні.
Порівнюючи ці два жанри, зазначимо, що:
1. на відміну від кантів, не існує псальм із світською тематикою;
2. псальми — це фольклоризовані твори, що не мають авторів, тоді як канти пов'язуються з авторською творчістю або аранжуванням;
3. в своїх жанрових різновидах і трансформаціях псальми поєднуються з фольклорними жанрами (псальми-колядки, псальми поминальні, псальми — сиротинські плачі); канти — переважно тяжіють до жанрів професійної світської музики або побутової народної творчості (пісня, танець тощо);
4. канти не мають наприкінці «славослов'я» і «заздравних» побажань, якими майже завжди завершуються псальми і духовні вірші, сюжети і лексичний фонд яких нагадують псальми (особливо т. звані «старші» псальми або «былевые стихи» та потім думи — «козацькі псальми»);
5. канти виконуються здебільшого верствою писемного населення, яке навчалося в містах і втілювало ідеї та особливості міської професійної культури. Натомість псальми зберігалися й поширювалися в специфічному «напівсвітському» середовищі божих старців, тобто лірників (та кобзарів), які продовжували традицію середньовічних мандрівних музикантів і прочан — калік перехожих, відтворюючи їх репертуар і особливості функціонування.

Отже, незважаючи на стилістичну й тематичну подібність, канти й псальми є явищами різного рівня. Кант — витвір нового етапу розвитку духовної пісні, що символізує епоху Бароко і сполучається з культурно-часовим простором XVII—XVIII ст. Він вбирає в себе головні надбання того періоду, оскільки є зафіксованим в писемній традиції і базується на законах професійної «книжкової» культури. Це твори авторського походження. Їх творцями й носіями були численні професійні кадри — піїти і спудеї, випускники різноманітних освітніх закладів, монахи-василіяни, філософи, поети, музиканти. Канти сприймалися як новітній найпрогресивніший жанр свого часу, що виявлялося в таких новоякісних тенденціях як секуляризація (звідси насичення духовних жанрів світською тематикою і сама можливість появи побутових різновидів релігійних піснеспівів).
За тематикою лірницькі псальми можна розподілити на певні групи, а саме:
 
I Апокрифічні 
1 — з міфологічно-легендарними
2 — космологічними
3 — біблейськими сюжетами
II Агіографічні 
4 — про життя і діяльність святих, страстотерпців, апостолів, релігійних осіб.
III Господські з євангельськими сюжетами, приуроченими до Церковного року
5 — хвалебні, 
6 — різдвяні,
7 — страсні (постові), 
8 — гімнічні

IV Богородичні 
9 — величання, 
10 — акафісти
V Дидактичні «христианізована лірика» (без певного сюжету)
А. повчально-моралізуючі і філософські:
11 — «умілительні», 
12 — покаянні,
13 — сотеріологічні, 
14 — есхатологічні

VI Лірико-побутові 
Б. емоційно-релігійні переживання
15 — ліричні монологи-скарги, прохання, побажання

М. Сперанський розрізняв два типи псальм: «старший — з пріоритетом оповідального елемента, менше тяжіє до рими, ніж ліричний пізній…в цьому останньому настрій переважає над змістом» [17: 37].. Тому він у свідомості співця тяжіє до наспівності і пісенності і його увага більш прикута до рими і форми ніж до змісту. Даною особливістю, тобто наявністю чи відсутністю рими у фольклорних духовних творах, обумовлюється специфіка побутування і «консервації» епічних творів у фольклорній (лірницькій) традиції, а саме:
1. давні зразки (духовні вірші) переважно мають неримовану і нерівноскладову будову вірша. В них сюжет переважає над принципами періодичності у формотворенні і тому залишається більш «чистим» і «не спотвореним»;
2. пізні псальми «книжкового походження» мають здебільшого римовані тексти рівноскладові або нерівноскладові (якщо наближаються до форми молитви). В них тексти часом перекручуються і подекуди «пересипаються» малозрозумілими словами й виразами;
3. найбільшу складність становить запам'ятовування текстів, що поширюються виключно вербальним шляхом (які читають сліпому — «з книжки», «по-написаному» або переймають на слух);
4. мелодію в таких випадках кожний співець підбирає самотужки: «музику, котра різноманітністю мотивів… не відрізняється, підбирає лірник сам».

Така практика пояснює факт існування численних варіантів наспівів на один той самий сюжет, часом зовсім не схожих, котрий зазнає зовсім незначних змін у вербально-варіативний системі побутування творів саме епічної традиції. «Порівнюючи мелодії духовних віршів, — зазначає О. Маслов, ви майже не знайдете того самого наспіву за виключенням тільки загальних поспівок (мотивів чи мелодичних зворотів), а між тим тексти часто виявляють дуже близькі варіанти віршів…». Це вказує на те, що запам'ятовування наспіву і тексту «відбувалося незалежно одне від одного». Ситуація ускладнюється за рахунок виконавських особливостей і прийомів варіювання окремих носіїв традицій різного регіонального походження.

## Музично-інтонаційні риси псальми
Основними музично-інтонаційними рисами такого явища як псальма є:
- домінуюча роль тексту й підпорядкована роль мелодії,
- загальний стримано-ліричний тон висловлювання, декламаційно-пісенний тип мелодики, обмеженої досить вузьким вокальним діапазоном, відсутність широких ходів у мелодії в межах однієї мелодичної фрази.

Ладо-інтонаційні особливості визначаються значною різноманітністю, що свідчить про давність походження псальми та її певну автономність щодо жанрів професійно-писемної культури.
В ладовій структурі набожних піснеспівів виявляється тенденція до мінорного забарвлення лірницьких псальм, тоді як в «книжних» зразках, наприклад, з «Богогласника», зустрічаються як мінорний, так і мажорний нахил (думка щодо «мажорності» духовних кантів і мінорного звучання псальм вперше висловлена П. Демуцьким).
Особливо підкреслимо відсутність (чи обмежене використання) в лірницьких псальмах «думної хроматизації» (думний лад з #IV, #VI), притаманної «козацьким псальмам» з Лівобережжя.
Сукупність таких рис як:
- діатонічна основа,
- опора на не-октавні ладові форми,
- особливий тип монодичної природи мелосу — в сполученні з архаїчними апокрифічними текстами, що відтворюються за допомогою декламаційної рецитації, дають підставу вважати псальму жанром, дотичним давньоруським духовним віршам.

Завершуючи характеристику лірницьких псальм, необхідно додати кілька нюансів щодо манери виконання фольклорної псальми. Виконувалися псальми звичайно в один голос з супроводом ліри чи гуртом в унісон. У гурті старців «один досвідченіший ходить за старшого і керує спільним співом — „пунктує“, як вони говорять». Якщо псальми співають разом кілька лірників, то на лірі грає тільки один «під супровід двох лір не можна співати псальом…», «вони густи тільки будуть» (лірник М. Дуброва) …Але під танці можна грати… хоч би і на чотирьох лірах (лірники Митро Куций і Трохим Бабенко). У XXI столітті лірницькі псальми на Житомирському, Київському та Рівненському Поліссі записує фольклористка і лірниця Наталія Сербіна. За музичною мовою це — одноголосні пісні, що мають джерелами як народну ліричну пісню раннього типу, так і кант.
Псальма як полістилістичне жанрове утворення асимілює в собі різноманітні витоки церковної, світської, книжкової й народнопісенної культури, та як окреме фольклорне явище постає в процесі постійних еволюційно-трансформаційних перетворень (жанрових мутацій) в часі і в просторі.